# アメリカ合衆国の外交政策
アメリカ合衆国の外交政策（アメリカがっしゅうこくのがいこうせいさく）とは、「アメリカ合衆国が諸外国といかに付き合うか」という基本方針のことであり、アメリカの組織、企業、個人の対応の基準を設定するものである。アメリカの影響力は15兆ドルに上る経済、世界の約4分の1を占めるGDP、世界の約43％を占める7110億ドルの国防費によって裏付けられている。
アメリカ合衆国国務省とは諸外国における外務省、国務長官とは諸外国における外務大臣のことであり、安全保障に関わる戦略の選択や国益の定義などその目標を達成する外交政策に関する究極の権限は大統領が保持しているが、国家同士の外交に従事する。
現在のアメリカ合衆国国務長官は、アントニー・ブリンケン（第71代、2021年1月26日 - ）である。
公式に述べられているアメリカの外交政策の目標は、国務省の外交政策議題で言及されているように、「アメリカの人々や世界の共同体の人々の利益のために、より安全で民主主義的な繁栄した世界を作り出すこと」である。さらに、アメリカ合衆国下院外交委員会もその権限の目標のいくつかは「原子力技術と原子力のハードウェアの拡散防止を含む輸出の規制、海外におけるアメリカ企業の経済交流の促進と活動の保護、国際商品協定、国際的な教育、そして海外に渡航し、国外に居住するアメリカ市民の保護」であると述べている。アメリカの外交政策と海外支援は国内外で多くの議論、賞賛と批判の対象になっている。
2010年のウィキリークスの活動がアメリカの諸外国との関係が傷つけたかどうかを尋ねられたロバート・ゲーツ元国防長官は、「諸外国の政府がアメリカと付き合うのは彼らが関心を抱いているからであり、彼らが我々を好むからではなく、彼らが我々を信頼しているからではないし、我々が彼らの秘密を守ることができると信じているからでもない」と述べた。

## 大統領と議会の権限

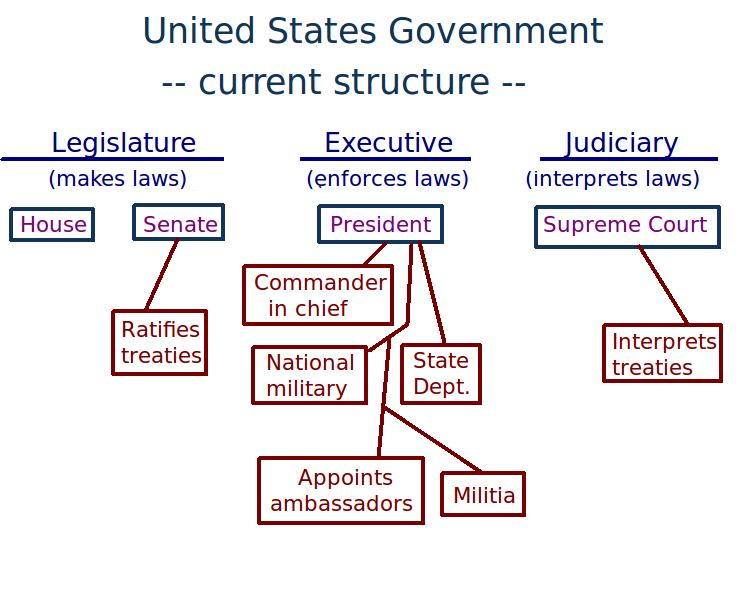
アメリカ合衆国憲法は大統領の外交政策の意思決定に大きな影響を与えるが、上院は条約を批准する権能を有し、必要な場合には、最高裁判所が条約を解釈する。

アメリカ合衆国大統領は、アメリカ合衆国上院の役割である助言と同意を得ることを条件に、外国と条約の締結について交渉することができるが、上院議員の3分の2以上の賛成によって批准されなければ条約は発効しない。大統領はアメリカ軍の最高指揮官であり、したがって軍隊に対する広範な権限を有するが、宣戦の布告は議会のみが発表することができ、一般のおよび国防の予算もまた議会によって編成される。国務長官はアメリカの外務大臣であり、国家の外交の主要な指揮者である。国務長官と大使（例：駐日アメリカ合衆国大使、アメリカ合衆国国際連合大使など）は上院の助言と同意を得て、大統領によって任命される。議会は外国との商業活動を規制することもできる。

## 歴史的概観
独立戦争以降のアメリカの外交政策の推移に関する基本的傾向は、第一次世界大戦以前に採用していた「内政不干渉の原則」からの転換であり、その成長によって大国となり、第二次世界大戦から冷戦の終焉まで、「20世紀の世界の覇権」を制した。また19世紀以降、アメリカの外交政策は国際関係において「現実主義」から「理想主義」または「ウィルソン」主義へと移り変わったと特徴付けることができる。
アメリカの外交政策のテーマの多くは、初代大統領「ジョージ・ワシントンの辞任挨拶」において表現されている。これらの中にはその他のことも含まれており、「誠意を持ち続けること」、「全ての国々に対し公平を貫くこと」、「全てにおいて平和と調和を図ること」、「特定の国に対して度し難い反感を持ったり、その他の国に熱烈な愛着を持ったりしないこと」、「いかなる地域の国とも恒久的な同盟は避けること」、「全ての国々との貿易を擁護すること」などである。これらの方針は1790年代の連邦党の基本政策になった。しかし、ライバルの民主共和党は1790年代、イギリスを嫌い、フランスを好み、1812年にはイギリスに対して宣戦を布告し、かつての宗主国と米英戦争を引き起こした。1778年にフランスと仏米同盟条約を締結した後、第二次世界大戦後の1949年に北大西洋条約を締結するまで、アメリカは恒久的な同盟を締結することはなかった。歴史を通じて、そのほかのテーマ、鍵となる目標、姿勢、あるいはスタンスはアメリカ合衆国大統領のドクトリンと名付けられ、様々に表現されてきた。当初はこれらは普遍的な出来事ではなかったが、第二次世界大戦の後、ほとんどの大統領はこれらを形成してきた。
米英戦争や米西戦争のように時にはヨーロッパの大国ともつれたこともあったが、19世紀のアメリカの外交政策は外国との貿易とその範囲を着実に拡大することを目標とし、ヨーロッパの大国との戦争を回避する政策を維持してきた。国内の国境線についていうと、1803年のルイジアナ買収によって国土は倍増し、スペインは1819年にアダムズ＝オニス条約によりフロリダを譲渡した。1845年にはテキサスを併合し、1848年にはメキシコとの米墨戦争によってカリフォルニア、アリゾナ、ニューメキシコを獲得した。1867年にはロシア帝国からアラスカを買収し、1898年にはハワイ共和国を併合した。1898年には米西戦争の勝利によってキューバ、フィリピンとプエルトリコを保護国化した。短期間での帝国主義の実験は1908年に終焉を迎え、アメリカはパナマ運河とメキシコを含む南米の安定化に注意を向ける方向を変えた。
20世紀は連合国とともにアメリカも参戦し、敵を破って国際的な評判をあげた2つの世界大戦によって特徴付けられる。ウッドロウ・ウィルソン大統領の「十四か条の平和原則」は、「民主主義を普及させ、戦争を終わらせるために軍国主義と戦う」という彼の理想主義的なウィルソン主義から発展したものである。それは帝政ドイツの休戦（事実上の降伏になった）と1919年のパリ講和会議の根拠になった。その結果であるヴェルサイユ条約はヨーロッパの連合国による懲罰と領土画定において満足のいく合意が得られず、アメリカはこれらに反対する国々と個別に講和を結んだ。アメリカはウィルソン大統領の提案によって創設された国際連盟（League of Nations）に上院の反対もあって加盟しなかった。1920年代、アメリカは独自の路線をとり、ワシントン軍縮会議による海軍の軍縮とドーズ案によってドイツ経済を再生させることに成功した。ニューヨークは「世界の金融の中心」となったが、1929年の株価の下落は大暴落につながり、世界経済を大恐慌に叩き落した。アメリカの貿易政策は共和党が支持する高い関税政策と民主党が支持する自由貿易政策に依っていたが、1930年代は輸出のあらゆる部門がとても低いレベルにあった。
アメリカは1932年から1938年にかけて孤立主義的な政策を採用していたが、フランクリン・ルーズベルト大統領はナチス・ドイツや大日本帝国と戦う連合国を強く支援するよう方向性を大きく変えた。国内における激しい論争の末、「民主主義の造兵廠」になることを国家の政策として決め、アメリカ人の兵士を送ることなく、連合国に経済的、軍事的支援を行った。ルーズベルトは「世界のどこにおいても」謳歌されなければならない4つの基本的な自由について述べた。これらは欠乏からの自由、恐怖からの自由とともに言論と表現の自由とすべての個人がそれぞれの方法で神を礼拝する自由（いわゆる信教の自由）が含まれていた。ルーズベルトはウィンストン・チャーチル英国首相との大西洋会談で潜在的な連合国との戦後世界の建設構想について討議をした。その中には先の国際連盟（League of Nations）の失敗を教訓として後の国際連合（United Nations）につながる特筆すべき点が含まれていた。
アメリカの政策は日本に圧力をかけて日中戦争（支那事変）において中国大陸から日本陸軍を撤退させ、また日本がソ連を攻撃するのを阻止させることだった。しかし、1941年12月、日本海軍はハワイの真珠湾攻撃をし、アメリカは日本、ドイツ、イタリアといった枢軸国との戦争に突入した。第一次世界大戦では連合国に資金を貸与したが、アメリカはレンドリース法によって500億ドルを供与した。イギリスのウィンストン・チャーチル首相、ソ連のヨシフ・スターリン共産党書記長と緊密に行動し、ルーズベルトは日本に対してアジア・太平洋戦線に、そしてイタリアとドイツに対し北アフリカ戦線に、そしてついにフランス、イタリアとともに西部戦線・ヨーロッパ戦線にも軍隊を派遣した。アメリカの経済は前進し、産業生産は倍増し、膨大な量の航空機、艦船、戦車などの軍需品と、そしてついに、原子爆弾を創造し、日本の降伏・ポツダム宣言受諾直前になって広島市と長崎市において非戦闘員・民間人に対する核攻撃を行った（日本への原子爆弾投下）。アメリカの戦争への努力の多くは、日本とドイツの都市を廃墟にした戦略爆撃機の生産に費やされた。
戦争が勝利に終わると、アメリカはハリー・S・トルーマン大統領によるマーシャル・プランとトルーマン・ドクトリンという鍵となる政策とともに世界に大きな影響力を持つ国に浮上し、支配する植民地を所有しない経済大国になった。
しかし、ほとんどすぐに、世界は冷戦を通じて片方はアメリカがリードする資本主義・自由主義陣営の西側諸国、もう片方はソ連によって導かれる社会主義・共産主義陣営の東側諸国という2つの陣営に分裂していくのを目撃した。しかし、この状況は非同盟運動の創設によっても導かれていた。イデオロギーの闘争によって特徴付けられるこの時代はほぼ20世紀が終焉に向かうまで続いた。ソ連の覇権主義・膨張主義を抑える封じ込め政策が採用され、朝鮮戦争やベトナム戦争といった多数の代理戦争が繰り広げられ、様々な結果を残した。
1991年、70年間続いたソ連は崩壊して国家が分裂し、冷戦は恐れられていた「熱戦」への発展、第三次世界大戦を経験することなく終焉した。これにより、新しい挑戦がアメリカの政策立案者に立ちはだかった。
アメリカの外交政策は今でも自由貿易への関与、国益の保護、人権への関心によって特徴づけられる。
21世紀に突入し、アメリカは依然として国際社会に強い影響力を維持しているが、経済の視点から見ると、BRICSと呼ばれる中国やインド、ロシア、ブラジルといった新興国、そして新たに統合して成立された欧州連合（EU）などの台頭により陰りが見えつつある。気候変動や核不拡散、核テロリズムの恐怖など持続可能性の問題の問題も残っている。外交政策アナリストでアメリカ合衆国大統領次席補佐官のモナ・サトフェンとニナ・ハチギアンは著書「ザ・ネクスト・アメリカン・センチュリー」において、これら6つの大（国）はすべて安定性、テロ予防、貿易の面で同様の利害を持っていると提言し、もしこれらの国々が協力すれば、これからの数十年で平和的な成長と繁栄を享受できるだろうと説いている。

## 法
アメリカでは、3つのタイプの条約に関する法律がある。
- 行政協定
  - 議会・行政協定は大統領または議会によって制定される。議会によって制定される場合、両院の過半数の賛成を必要とし、通常の立法より拘束力を有する。憲法がこれらの協定を認めると明言しない場合、またはローレンス・トライブのような憲法学者が憲法に違反すると考える場合は合衆国最高裁判所が判決によって妥当性を確認する[要出典]。
  - 単独行政協定は大統領単独で制定される。
- 条約 は憲法の条約の項目に書かれている公式な協定である。大統領は外国と条約を締結することができるが、提案された条約は上院議員の3分の2以上の賛成を得なければ批准されない。たとえば、ウッドロー・ウィルソン大統領は第一次世界大戦後、連合国との交渉の末、ヴェルサイユ条約を提案したが、この条約はアメリカ上院によって否決された。その結果アメリカは個々の国々と個別に講和条約を締結した。国際的な法律においてもっとも幅広い解釈が存在するものは条約であるが、アメリカの条約に対する意識はより厳しいものがある。ミズーリ州対オランド事件で、最高裁は合衆国憲法のもとで条約を制定する権限を持つのは連邦政府の権限から分離された他に列挙された権限にあると判決を下し、そのため連邦政府は州の当局が独占的に権限を持つ場合以外は法律を制定するために条約を利用することができる。

多数の国は3つ存在する国際法の協定の種類の中で条約を最上位に位置づけている。大多数の国において、条約は国内法を優越する。それゆえ、条約の義務と国内法が抵触する場合、通常、条約が優先される。
アメリカの政治では、他の大多数の国とは対照的に、3種類の協定は別々に考慮される。さらにアメリカでは条約は連邦法に組み入れられる。その結果、議会はその後、条約を改正あるいは廃止することができる。国際法の観点から違反があると思われる場合でも合意に基づいた条約の義務は無効にすることができる。1900年のパケット・ハバナ号の最高裁判決や1950年代後半のリード対コヴァート事件の判決、1986年にガルシア・ミーア対ミーズ事件に対して下級裁判所が下した判決はこの理解を確認させた。さらに、2011年の時点ではこの権限は行使されたことはないが、最高裁はそれが「憲法に違反する」と宣言し、無効にすることによって自らが条約を裁定する権限があると宣言した。
条約法に関するウィーン条約について、米国務省はウィーン条約は制定された法律を表しているという立場をとっている。一般的にアメリカ政府が条約に署名するとき、それは拘束力を有する。しかし、リード対コヴァート事件では、アメリカ政府はいかなる条約の条文にも手続き差し止めの通告を付け加えることができるとの判決が下され、そのため、アメリカ政府は条約を受け入れることを留保するが、もし条約が憲法に違反していることが分かった場合には、アメリカ政府の署名は越権行為であるとみなされるため、アメリカ政府は法的に条約を受け入れることができない。

## 各論

### 北大西洋条約機構（NATO）

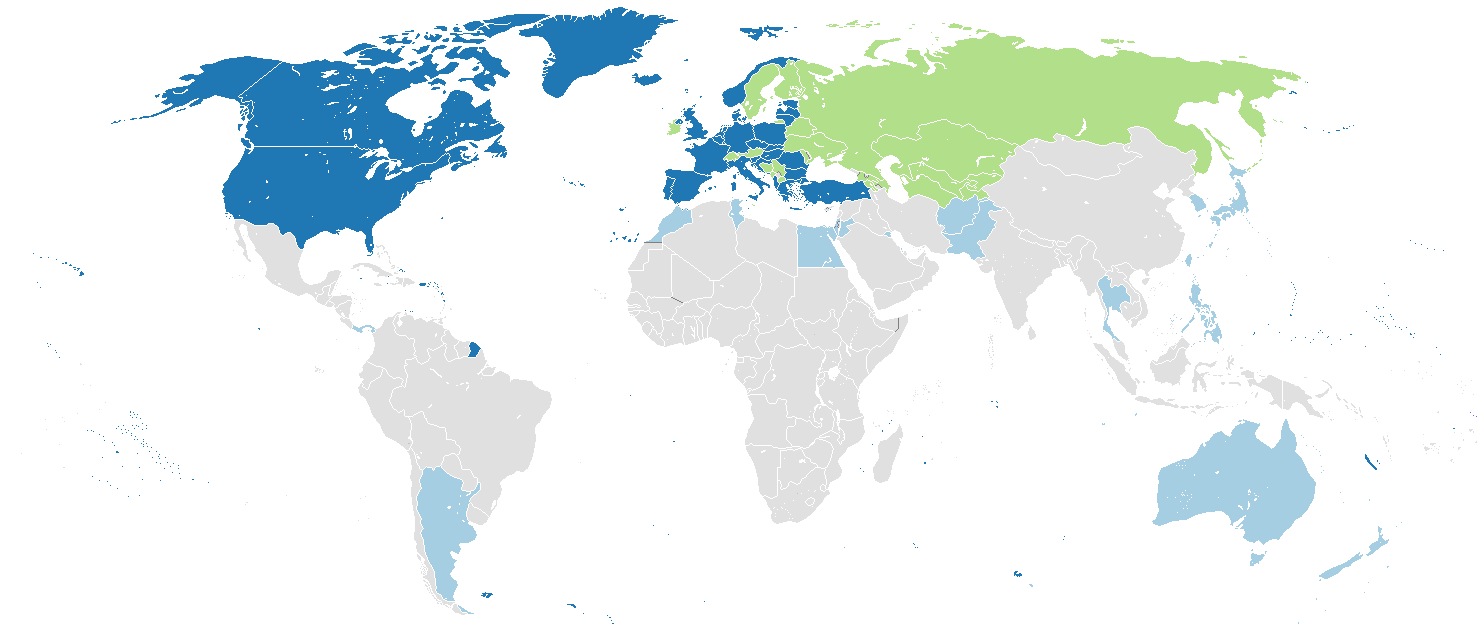
2007年時点におけるアメリカの同盟国を示した地図。
NATO加盟国とその植民地および海外領土。
主要な非NATO同盟国（MNNA）。
NATOと平和のためのパートナーシップを署名した国。

アメリカは世界最大の軍事同盟である北大西洋条約機構（NATO）の創設メンバー国である。28か国の同盟国のなかにはカナダとNATOの第二の軍事大国イギリスも含まれ、数多くのヨーロッパの国々によって構成される。NATOの条文に基き、NATO加盟国が外国によって攻撃された場合、アメリカは防衛する義務がある。NATOは北アメリカとヨーロッパ地域内に限定されたものである。1989年、アメリカは5カ国を主要な非NATO同盟国（MNNA）に指定したが、1990年代後半から2001年9月11日発生のアメリカ同時多発テロ事件を経てその数は増加し、2022年2月末現在で18か国にのぼる。これらの国々はアメリカと軍事的同盟あるいは経済的な提携などユニークな関係を築いている。

### イギリス

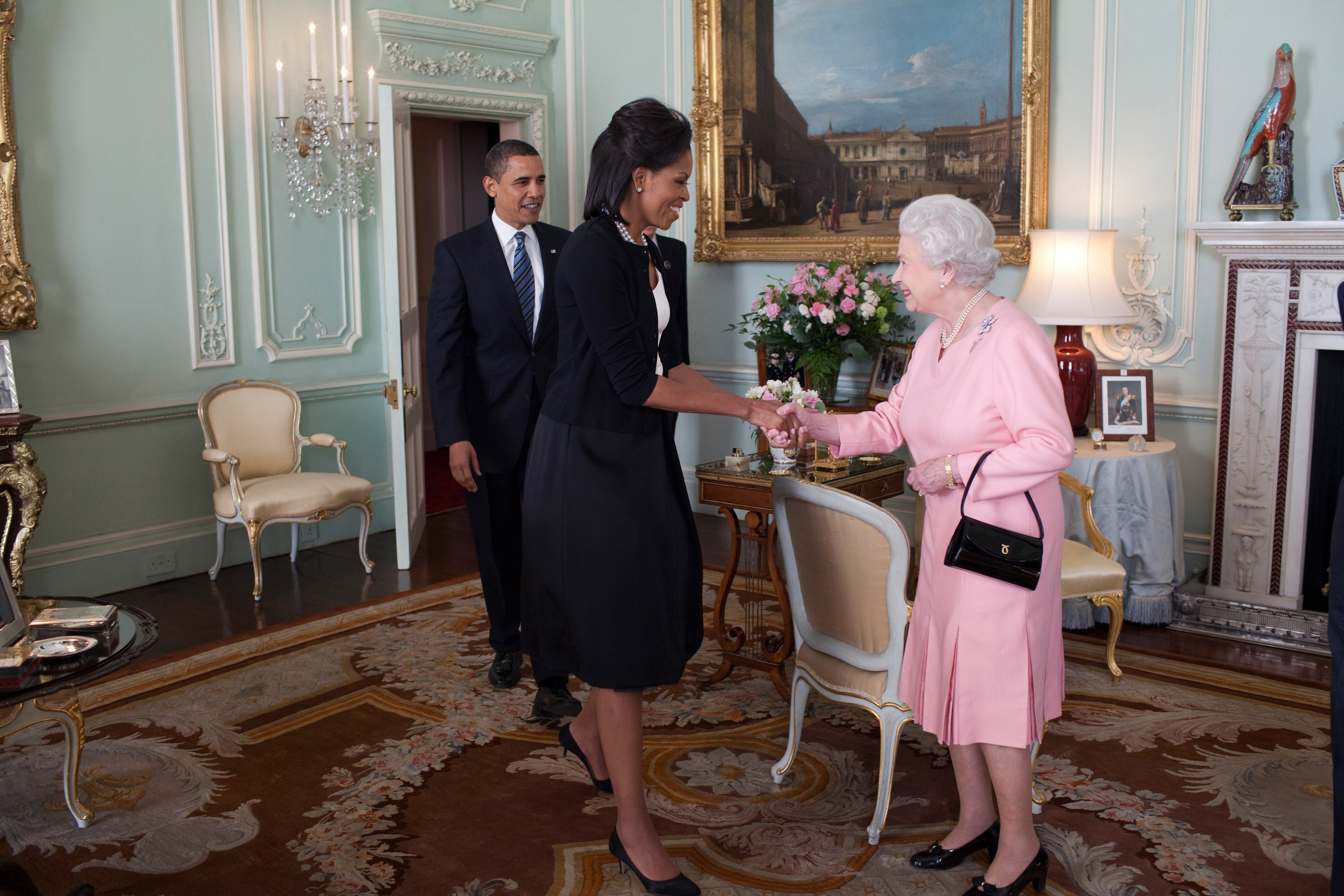
2009年4月1日、バラク・オバマ米大統領とミシェル・オバマ米大統領夫人をバッキンガム宮殿に招待し、歓迎する英女王エリザベス2世。

アメリカの外交政策においてイギリスとの同盟は世界で最も重要な二国間関係であり、両国間で実施される合同軍事演習とホワイトハウスとダウニング街10番地の政治的に緊密な関係はそれを裏付けている。アメリカとイギリスは他の世界の多くの国々と緊密な関係を維持している一方で、軍事的な計画の立案における協力のレベルや、軍事作戦、核兵器の技術、諜報活動における情報の共有は20世紀と21世紀を通じて、他の大国と比べて、類を見ないものであると表現される。
アメリカとイギリスは海外直接投資において世界最大の提携関係を共有している。2002年、アメリカのイギリスに対する投資は2554億ドルに達し、イギリスの対米直接投資は合計2833億ドルになった。

### カナダ

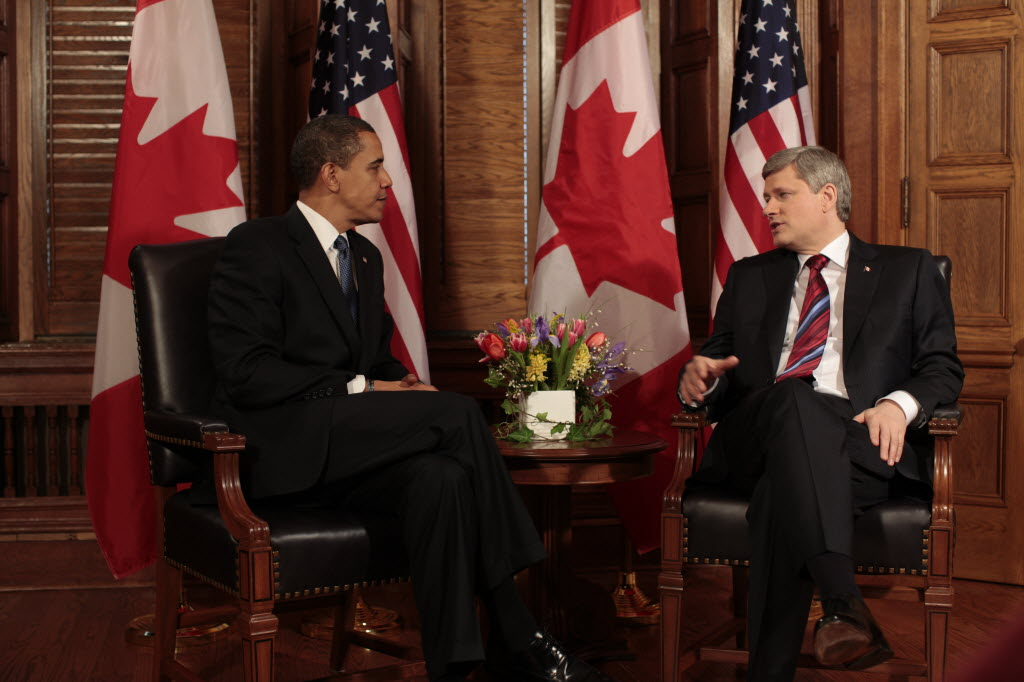
2009年2月、カナダのスティーブン・ハーパー首相（右）とオバマ大統領（左）はオタワで会談した。

カナダとアメリカの二国間関係は、両国にとって根源的に重要なものである。カナダの貿易額の約75%～85%はアメリカとのものであり、カナダはアメリカの最大の貿易相手国であり、最大の石油供給国である。両国間には紛争もあるが、関係は緊密であり、両国は「世界で最も長い無防備な国境線」を共有していることで知られる。国境線は米英戦争後に非武装化され、小さな小競り合いはともかく、平和を維持している。軍事的な協力は第二次世界大戦中から始まり、冷戦を通して、二国間および多国間の関係はNATOを通じて継続された。アメリカとカナダの間には1850年代に緊密な絆が生まれ、十倍の人口と経済規模を持つ隣国によって文化的に圧倒されるのではないかというカナダ人の恐怖は続いているが、貿易と移民は行われている。両国の経済は1994年のメキシコも含む北米自由貿易協定の発効によってますます融合した。

### メキシコ
アメリカはメキシコとユニークな、またしばしば複雑な関係を共有している。軍事衝突の歴史は1830年代のテキサス革命、1840年代の米墨戦争、1910年代のアメリカによる侵攻までさかのぼる。重要な条約にはガズデン購入が含まれ、またカナダとともに多国間の北米自由貿易協定を締結している。近年の主な課題は不法移民であり、次いでアメリカからの銃の販売、アメリカへの麻薬の密売、そして激しさを増す南部国境付近の麻薬戦争である。

### オーストラリア

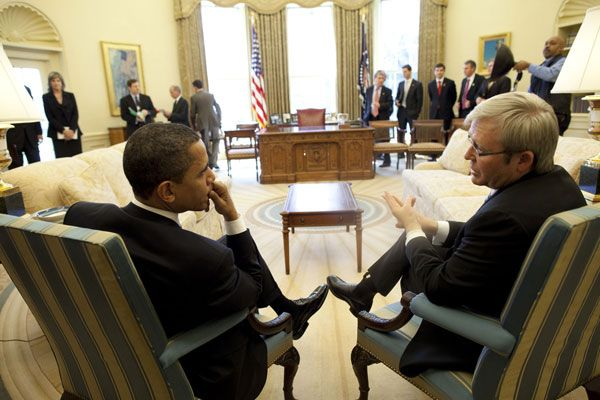
ワシントンでオバマ大統領と会話するオーストラリアのケビン・ラッド首相。

アメリカのオーストラリアとの関係は非常に緊密であり、ヒラリー・クリントン国務長官は「アメリカにとってオーストラリアほど良い友人は世界に他にはいない」と述べた。関係は太平洋安全保障条約と米豪自由貿易協定（米豪FTA）によって形となって表わされた。両国はともに以前はイギリスの植民地であったことや19世紀のオーストラリアのゴールドラッシュに多数のアメリカ人が集結したことなどの歴史を共有している。事実、第二次世界大戦では、関係は戦略レベルで顕著になり、日本との太平洋戦争（大東亜戦争）において、両国は極めて緊密に行動し、ダグラス・マッカーサー元帥は連合国軍最高司令官としてオーストラリアから対日戦の指揮を執り、彼の命令のもと、オーストラリアの軍と物資に影響を与えた。このころ、オーストラリアとアメリカの間で高いレベルでの文化的な交流が活発に行われ、戦争の過程で100万人を超えるアメリカの軍人がオーストラリアに移動した。20世紀の後半を通じて関係は発展を続け、現在、政府、自治体および軍事を含め強い関係を築いており、東アジア・太平洋担当国務次官補を務めるカート・キャンベルは「この10年で、オーストラリアはアメリカの最も緊密な同盟国のひとつに浮上した」と述べた。
2016年、民主党のバラク・オバマ大統領は、オーストラリアに入国を求めていた1,250人のアジア系難民の受け入れることを表明したが、直後の2016年アメリカ合衆国大統領選挙により難民の受け入れに否定的な共和党のドナルド・トランプ大統領が誕生。2017年1月に行われた米・豪首脳電話会談では、オバマ政権時代の取り決め（難民受け入れ）を迫るマルコム・ターンブル豪首相に対しトランプ大統領が激怒。両国関係が冷却化するきっかけとなった。アメリカが派遣する駐在オーストラリア大使は、2016年9月以降、1年半あまり空席のままとなり、冷めた米・豪関係を象徴する措置となっていたが、2018年2月11日、アメリカはハリー・B・ハリス・ジュニアを大使に指名することを発表している。

### 中東
アメリカには大中東地域において7つの非NATO主要同盟国が存在する。これらの同盟国は、サウジアラビア、エジプト、ヨルダン、イスラエル、クウェート、パキスタンそしてモロッコである。イスラエルとエジプトは最も多く海外援助を受け取る国であり、2010年において、それぞれ27億5000万ドルと17億5000万ドルである。
アメリカはイラク戦争後のイラク復興のため、インフラの再整備と軍備のために数十億ドルを投資した。トルコはインシルリク空軍基地を提供しており、約90発のB61核爆弾が配置されている。カタールを含む他の同盟国には、3500人のアメリカ軍兵士が基地に待機しており、またアメリカ海軍がバーレーン海軍支援活動を維持しているバーレーンには中央海軍と第5艦隊の基地がある。
アメリカはアフガニスタンでの戦争の支援の要請と、ともに対テロ戦争を戦うため、パキスタンと非NATO同盟を築いている。

### 日本
江戸時代末期（幕末期）マシュー・C・ペリー提督は1852年から1854年にかけて艦隊を率いて黒船来航により日本を訪問し、ここに日米関係がスタートを迎えた。アメリカ合衆国政府は日本に貿易の開始、すなわち鎖国していた江戸幕府政権下の日本に開国を要求し、日米和親条約（1854年）、日米修好通商条約（1858年）といった不平等条約の締結を推し進めた。
明治時代、日露戦争では1905年のポーツマス講和条約の締結に際して共和党セオドア・ルーズベルト大統領がその斡旋を担い、交戦した両国の仲介役を果たした。また、日本政府はアメリカとの不平等条約を改正するべく小村寿太郎や陸奥宗光らが尽力し、日本側の関税自主権の完全回復を実現させた1911年の日米通商航海条約の締結に成功させる。さらに、第一次世界大戦では共に連合国の一員として参戦し、その後のパリ講和会議にも参加、シベリア出兵も行った。1921年12月、アメリカは自国が主導しイギリスとフランスも交えて日本との四カ国条約締結に至らせる。昭和時代になると、満洲事変以後の満洲（現在の中国東北部）での利権、支那事変（日中戦争）以後の中国政策を巡り、両国間の溝は深まっていった。1936年12月にはワシントン海軍軍縮条約が失効し、1939年7月にアメリカ政府は日本政府に対し日米通商航海条約の廃棄を通告、1940年1月に失効し、日米間が「無条約状態」になる。1940年9月～1941年7月にかけ日本軍のフランス領インドシナ（現在のベトナム）進駐がなされ（仏印進駐）、1940年9月には英仏と交戦状態にあったナチス・ドイツとイタリア王国との間で日独伊三国同盟が締結され、アメリカの対日外交は強硬政策へ傾倒する。その後、1941年4月から同年11月にかけて第2次・第3次近衛内閣、東條内閣の日本政府との国交調整交渉に対応する。
やがて、アメリカのコーデル・ハル国務長官による「ハル・ノート」を日本政府は「最後通牒」と捉え日米交渉は決裂し、1941年12月上旬に大日本帝国海軍がハワイ・真珠湾攻撃を敢行し、民主党フランクリン・ルーズベルト大統領は議会で「対日宣戦布告演説」を行い、日米は開戦に突入する。アメリカは第二次世界大戦（太平洋戦争・大東亜戦争）において1945年8月6日に広島市と同年8月9日に長崎市に原子爆弾を投下したが（日本への原子爆弾投下）、このような核兵器による軍事攻撃は歴史上他に例がない。
1945年9月2日、米・ミズーリ艦で日本側全権代表にアメリカを中心とした連合国への降伏文書に調印させ（日本の降伏）、日本政府にポツダム宣言を受諾させ、その履行のためにダグラス・マッカーサー率いる連合国軍最高司令官総司令部（GHQ/SCAP）による日本での間接占領統治の中核をなして、日本軍の武装解除・解体は数年にわたり影響を与え、警察予備隊（現在の自衛隊）を創設させるなど事実上日本の「再軍備」を容認したものの、部隊駐留の継続により軍事面の大半は在日米軍にとって代替され、管理下に置かれた。
1952年4月28日のサンフランシスコ講和条約及び旧日米安全保障条約発効により、沖縄県のみ1972年5月15日に日本に返還されるまで引き続き米国の統治下に置かれたものの、日米間の国交は正式に復活した。それ以降の関係は冷戦期、ポスト冷戦期から現在に至って良好である。日米安全保障条約を締結して以後、アメリカは日本を「最も緊密な同盟国の一つである」と認識しており、「非NATO主要同盟国およびNATOのグローバルパートナー」でもある。日本にはアメリカ海軍第7艦隊の母港横須賀海軍施設を含む複数の在日米軍基地がある。アメリカ軍は自衛隊との日米合同軍事演習を実施しており、アメリカはしばしば安全保障と指揮の作戦演習に予備の艦船を提供している。

### 韓国
韓国とアメリカの関係は、1945年にアメリカ軍が朝鮮半島の内、北緯38度線以南に進駐し、大韓民国（韓国）として親米・資本主義政権を樹立し、連合軍の支援を受けて国連軍を組織し、親ソ連・共産主義陣営の北朝鮮と中国を相手に朝鮮戦争での戦闘をしていた時期と比べて最も進展している。アメリカの大規模な援助によって、韓国は経済の素早い成長と、民主化と現代化を遂げた。アメリカへの依存は劇的に減少した。米韓相互防衛条約により韓国には多数のアメリカ軍が駐留している（在韓米軍）。2009年のロンドンG20サミットにおいて、アメリカのオバマ大統領は韓国を「アメリカの最も緊密な同盟国のひとつであり、最も偉大な友人のひとりである」と述べた。韓国とアメリカは米韓自由貿易協定（米韓FTA）を締結し、2012年に発効した。

### 中国
アメリカと中華人民共和国との関係は複雑である。関税や通貨レート、台湾問題など部分的に合意に至っていない面もあるが、両国間の貿易量は非常に大きく、政治的に良好な関係を必要としている。アメリカ政府は中国の人権問題を批判している。

### 台湾
台湾（中華民国）とアメリカは公式な外交関係を樹立しておらず、もはや国務省は正式な主権国家として承認してはいないが、米国在台湾協会（AIT）として知られる事実上の大使館を通じて、非公式の外交関係を築いており、台湾関係法を制定するなど、アジアの強力な同盟国であり、アメリカの支持者であると考えられている。

### 東南アジア諸国連合（ASEAN）
東南アジア諸国連合（ASEAN）はアメリカにとって経済および戦略地政学双方の面からみて、重要なパートナーである。ASEANの戦略地政学的な重要性は、加盟国が所在する位置の戦略的意味合い、大規模な国際貿易において通過する地域的水路、ASEAN加盟国とアメリカが共有する同盟と連携を含む多くの要因からなる。2009年、この地域の平和と安定を維持し、また加盟国との信用を醸成し、基盤を築くすることを目指して、アメリカはASEANとの友好協力条約に署名した。アメリカとASEAN諸国間の貿易の流れはしっかりとしたものになり、また増加している。2002年以降、ASEANの対米輸出は40％増加し、アメリカの対ASEAN輸出は62％増加した。

#### インドネシア
インドネシアはASEAN最大の加盟国として、組織の発展のために、活発な、そして重要な役割を果たしている。アメリカにとって、インドネシアはテロリズムや民主主義などのいくつかの課題と向き合い、またインドネシアは世界最大のイスラム教徒の人口を持つため、宗教的多様性の観点からも、アメリカがイスラム世界とどう向き合うかを予想し、処理するためには重要である。アメリカは東南アジアにおける潜在的な同盟国としてインドネシアに注目している。アメリカのオバマ大統領は、彼の印象的なインドネシア訪問の際、開発途上国が民主主義と多様性をいかに受け入れるかの一例としてインドネシアを掲げた。

#### フィリピン
アメリカは1898年から1946年までフィリピンを統治していた。米西戦争を終わらせた1898年のパリ条約により、スペイン政府はアメリカにフィリピンを譲渡した。1946年7月4日に締結されたマニラ条約によって、アメリカはついにフィリピンの独立を承認した。歴史家が指摘し、国家主義者が要求した1964年8月4日まで、7月4日はフィリピンにとって「独立記念日」であるとみなされていたが、ディオスダド・マカパガル大統領は共和国法4166号に署名し、6月12日が国家の「独立記念日」に指定された。1951年8月、米比相互防衛条約を締結。2003年、アメリカはフィリピンを非NATO主要同盟国に指定した。

#### タイ
タイとアメリカはともにかつての東南アジア条約機構の加盟国であり、今でも緊密な同盟国である。2003年、アメリカはタイを非NATO主要同盟国に指定した。

#### ベトナム
1955年から1975年まで、アメリカはベトナム戦争を戦った。1995年、ビル・クリントン大統領は、ベトナムと公式に国交を正常化すると発表した。現在、アメリカはベトナムを潜在的、戦略的な同盟国であるとみなしている。

### 東ヨーロッパ
アメリカの東ヨーロッパの関係は冷戦の遺産としての影響を受けている。1991年のソ連の崩壊により、かつてのソ連に属していた旧東側陣営のヨーロッパ諸国は、民主主義政治と資本主義経済に徐々に移行していった。多数の国が欧州連合とNATOに加盟して西側世界と経済的な結びつきを強化し、北大西洋条約機構（NATO）を通じてアメリカの軍事的庇護を享受している。

### コソボ
国際連合安全保障理事会はコソボの独立宣言の問題について、未だに意見が分裂したままである。2008年2月17日、コソボは独立を宣言したが、セルビアは反対した。5つの常任理事国は拒否権の行使において、アメリカとイギリス、そしてフランスは独立宣言を承認したが、中国は懸念を表明し、ロシアはそれが違法であるとみなした。2008年2月19日、ブッシュ大統領は「コソボは独立宣言において、すべての民族的背景を持つ市民のための自由と寛容と正義を含む最高基準の民主主義を表明した」と述べた。

### ハブアンドスポークと多国間の枠組み
NATOにみられるように、アメリカとヨーロッパの関係は多国間の枠組みのもとで構築される傾向にあるが、アメリカとアジアの関係はアメリカと当事国がお互いに直接付き合うことがないようにするため、二国間関係の一環に基づいて行われる傾向にある。2009年5月30日、シャングリラ会合において、ロバート・M・ゲーツ国防長官はアジア諸国に対してASEANやAPECなど地域における特定の目的のための調整を行うことができる他の多国間の枠組みを創設し、育成するよう促した。しかしながら、2011年、ゲーツ長官はアメリカは多国間の協力のために「必要不可欠な国」としての役割を果たさなければならないと語った。

## 石油

### ペルシャ湾
アメリカは現在、消費量の約40％の石油を生産している。アメリカの石油消費量は増加傾向を継続している一方で、石油の生産は減少し続けており、この傾向は悪化し続けるかもしれない。アメリカのジョージ・W・ブッシュ元大統領は石油を輸入に依存している状況について「国家の安全保障にとって憂慮すべき問題」であると明確に位置付けた。
世界の石油埋蔵量の3分の2はペルシャ湾で見つかっていると思われている。第二次世界大戦以降、アメリカにとって、ペルシャ湾地域はその距離的問題にもかかわらず、国家の利害にとって最も重要な地域であると宣言されている。現代の軍事において、石油は最も重要なものであり、アメリカは当時の世界においてもっとも石油を生産していた国であり、同盟国の軍隊が利用する石油のほとんどを供給していた。アメリカの戦略家の多くは戦争によってアメリカの石油の供給が危険なほどに減産することを懸念しており、彼らは最大の石油供給国であるサウジアラビアの王室と良い関係を築こうとしてきた。
冷戦のあいだ、ペルシャ湾地域はアメリカにとって死活的に重要である地域であるとみなされ続けていた。冷戦中のアメリカ合衆国大統領の3つのドクトリン、トルーマン・ドクトリン、アイゼンハワー・ドクトリンとニクソン・ドクトリンは、アメリカがペルシャ湾地域の「国益」を守るために必要な場合には軍事力を行使することを述べたカーター・ドクトリンを形成する役割を果たした。1981年10月、カーターの後継者であるロナルド・レーガン大統領は、イラン・イラク戦争の勃発によって安全保障が危機にさらされたサウジアラビアを守るためにはアメリカが介入することも辞さないことを宣言したときにいわゆる「カーター・ドクトリンから導かれるレーガンの帰結」呼ばれるものを宣言することによって政策をさらに推し進めた。カーター・ドクトリンとレーガン・コロラリーの実現は2003年のイラク戦争の勃発を招いた原因であると分析家もいる。

### カナダ
カナダのエネルギー輸出のほとんどすべてはアメリカ向けのものであり、アメリカのエネルギー輸入の最大相手国である。アメリカにとってカナダは一貫して最大の石油輸入相手国であり、アメリカ最大の天然ガスと電力の供給国である。

### アフリカ
2007年、アメリカはサブサハラアフリカの輸出額の28.4％を占める最大相手国であった（EU全体の31％に次ぐ）。アメリカのこの地域からの輸入の81％は石油製品である。

## 対外援助
対外援助は国務省の国際関連予算の核となる構成要素であり、アメリカの外交政策にとって必要不可欠な手段であると思われている。軍事的でない対外援助には4つの主なカテゴリーがある。二国間開発援助、アメリカの政治と安全保障に寄与することを目的とする経済援助、人道支援、多国間経済貢献（つまり、世界銀行と国際通貨基金）によるものである。
絶対的なドル換算では、アメリカはメキシコを除く（2006年は227億ドル）最大の国際援助供与国であるが、国内総収入に占める割合では、その割合はわずか0.2％であり、スウェーデンの1.04％やイギリスの0.52％などと比較するとずっと少なかった。国際開発庁は二国間で行われる経済援助の大半を扱っており、財務省は多国間援助のほとんどを扱う。
アメリカは絶対的なドル換算では最大の供与国であるが、開発貢献指数（CDI）でみると実際には22か国中17位に過ぎない。CDIはその方針に基づき、開発途上国へ影響を与えている22か国の最も豊かな国々を順位付けたものである。アメリカの援助を構成する要素には、援助を行う国が経済の規模に対して援助の総額が少ない場合、紐付き援助の割合が大きい場合や部分的紐付き援助の場合、相対的に貧しくなく、比較的非民主的な政府には大規模な援助は与えられない。

## 軍事
アメリカは多くの戦争や軍事介入を行ってきた。またアメリカは、世界中に膨大な数の軍事基地を持っている。
近年、アメリカはその軍事的優位性によって唯一の超大国となったことを利用し、多くの戦争を率いてきた。もっとも最近では、2003年3月、地球規模のテロとの戦いの一環としてイラク戦争を戦った。

### 援助
アメリカの軍事援助は数多くの異なる手段を用いて行われる。2001年、アメリカは「対外軍事援助」と「コロンビア計画」として計上された予算において約45億ドルを費やし、そのうち20億ドルはイスラエルに、13億ドルはエジプトに、そしてコロンビアには10億ドルが使われた。9.11以降、パキスタンは直接軍事援助として約115億ドルを受け取った。
FOXニュースによると、2004年の時点において、アメリカは130か国以上において700か所以上の基地を所有している。
2010年のアメリカの対外軍事援助と支援の推定額は以下の通りである。
| 受領国             | 軍事援助 (10億米ドル) |
| ------------------ | --------------------- |
| イラク             | 6.50                  |
| アフガニスタン     | 5.60                  |
| イスラエル         | 2.75                  |
| エジプト           | 1.75                  |
| パキスタン         | 1.60                  |
| コロンビア         | .834                  |
| ヨルダン           | .300                  |
| パレスチナ自治政府 | .100                  |
| イエメン           | .070                  |

### ミサイル防衛
1983年3月23日、アメリカのロナルド・レーガン大統領によって、のちに「スター・ウォーズ」になぞらえられた大陸間弾道ミサイルからアメリカを守るために地上と宇宙に基地を配備するシステムを利用した戦略防衛構想（SDI）が提案された。構想は以前の「相互確証破壊」の攻撃ドクトリンではなく、戦略的な防衛に焦点をあてたものだった。それが完全に開発され、配備されることはなかったが、SDIの研究と技術は現在のミサイル防衛システムの一部の基礎になった。
2007年2月、アメリカは地上配備型ミッドコースミサイル防衛システムの建設についてポーランドとチェコとの交渉を公式に開始した（2007年の4月に行われたポーランドでの投票結果では57％が計画に反対した）。記者の報告によると、ポーランドではミサイル迎撃基地の建設を受け入れたが、チェコ政府はミサイル防衛のレーダーの配備に合意したが67％のチェコ人はそれに同意しなかった。
ロシアはもし、アメリカがポーランドとチェコで行おうとしている迎撃ミサイルとレーダーの配備計画を中止しなければロシアとNATOの国境付近に短距離弾道ミサイルを配備すると脅迫した。2007年4月、ウラジーミル・プーチン大統領はもしアメリカが中央ヨーロッパにミサイル防衛システムを配備すれば新しい冷戦が始まると警告した。プーチンはまた、ロシアはアメリカと1987年に締結した中距離核戦力全廃条約で約束した義務を放棄する準備ができているとも語った。
2008年10月14日、アメリカとポーランドはミサイル防衛システムをポーランドに導入し、チェコには追跡システムを配備することを発表した。ロシアのドミトリー・ロゴジンNATO特使は「このことが示した事実はグルジアをめぐる状況が示しているように、ロシアとアメリカの関係が非常に厳しい危機に突入したということであり、ミサイル防衛システムは、もちろん、イランに対してではなく、戦略的、潜在的にはロシアに対するものである」と語った。

### 民主主義の輸出
アメリカでは、歴史上、大統領が介入を正当化するために民主主義を利用してきたという批判がある。アメリカはイランやグアテマラ、他の国において民主的に選出された政権を転覆させたという批判もある。研究者はアメリカが民主主義の輸出のために歴史的にどれだけ成功を収めてきたかを解明しようとしてきた。アメリカの外国での民主主義を奨励しようとする試みに対して悲観的な研究者もいる。最近まで、学者はアメリカの民主主義を輸出しようとする試みを「とるに足らず、しばしば逆効果を招き、たまにしか成功しない」という国際関係論の教授であるエイブラハム・ロウエンサルの意見に同意してきた。アメリカの介入は様々な結果を招いてきたことを見出した研究者もいる。ハーマンとケグレーは介入が民主主義を改善したと主張している。

#### アメリカの介入は民主主義を輸出していないという意見
ポール・W・ドレイク教授は、アメリカはまず、1912年から1932年にかけて、介入によってラテンアメリカ諸国に民主主義を輸出しようとしたと主張している。ドレイク教授によればこれは矛盾したものだったという。なぜなら国際法は介入を「他国の政治体制の状態の問題を変更しようとする目的で行われる独善的な干渉」と定義しているからである。研究は民主主義は国内的な状態の自発的な発展を必要とし、強制的に導入することはできないため、民主主義を擁護しようとする試みは失敗に終わると提言している。いわゆる「民主主義」を構成するものには同意できないところがある、ドレイクはアメリカの指導者がときに民主主義を選挙制度を持つ国家という狭義の意味で定義している主張している。ドレイクはより広い意味での理解が必要であると提案している。さらに、いわゆる「反乱」を構成するものにも同意できないところがある、ドレイクは国務省がいかなる類型の反乱、いわゆる「革命」と呼ばれるものや、そしていくつかの独裁に対する反乱の事例さえ承認しないことを見た。歴史学者のウォルター・ラフィーバーは「18世紀、世界の指導的地位にある革新的な国家だった（アメリカ）は、20世紀には現状を維持する指導的保護者になった」と述べている。
メスキータとダウンズは、1945年から2004年にかけて、アメリカの介入は35回にものぼり、唯一コロンビアでのケースにおいてのみ、介入から10年以内に「民主主義を完全に育てあげ、安定させ」ることができたと結論付けた。サミア・アミン・ペイは開発途上国が国家を建設しようとするとき、アメリカの介入後、大抵4年から6年かかることが分かったと主張している。ペイは世界各地の政体の研究のデータに基づき、大抵、アメリカの介入の努力が本当の民主主義を生み出すことはなく、ほとんどのケースで10年後にはより権威主義的な政府が現れたというメスキータとダウンズの意見に同意した。
ジョシュア・ムラヴシク教授は第二次世界大戦後のアメリカによる枢軸国の占領と民主化は重要だったと主張しているが、アメリカは第三世界において民主主義を奨励するのに失敗し、「アメリカの軍事的占領は民主国家を建設するための十分条件ではなかった」と主張している。アメリカの軍事的庇護は安定化の鍵であり、民主主義体制への移行を擁護するのに重要だったと思われているが、以前の枢軸国であったイタリアの民主主義の成功例は、国民一人当たりの高い収入のおかげであると思われている。スティーヴン・クラズナーは富と民主主義には関係があることに同意し、彼がロサンゼルス・タイムズに寄稿した研究の分析によれば、一人当たりの収入が6000ドルだったときは民主主義を達成することができ、そのような国がかつての専制政治に回帰する可能性はほとんどないという。

#### アメリカの介入は様々な結果を残したという意見
ジョン・ツアーはフリーダム・ハウスのデータをもとに1973年から2005年までに行われたアメリカの介入について、228のケースについて調査した。大多数を占めた96のケースにおいて、介入はその国の民主主義に対して何の変化ももたらさなかった。69のケースにおいて、介入によってその国の民主主義は後退した。残りの63のケースでは、その国はより、民主主義的になった。

#### アメリカの介入は民主主義を効率よく輸出しているという意見
ハーマンとケグレーはアメリカの軍事介入がそれらの国における民主主義を守り、擁護し、自由を増大させたことを見出した。ペンシニーはプシェヴォルスキを引用しながら、介入後に生み出された民主主義は民主主義というよりは専制政治に近いものだったと主張した。「いくつかの民主主義は民主主義というよりは何か他のものであり、選挙によって選ばれた政権でない限り、民主主義であるとみなせる政権は何もない」。それゆえ、ペンシニーはハーマンとケグレーの研究からアメリカの介入が抑圧的で権威主義的な政府を減らし、または本当の民主主義のみを生み出したかどうかを知ることは難しいと結論付けた。
ペンシニーは20世紀、アメリカは93回行った軍事介入で、そのうち33回において民主主義を輸出しようと試みた述べた。ペンシニーは軍事介入後、新自由主義的だった政策に民主主義上の肯定的な影響を与えた主張した。

## 秘密活動
アメリカの外交政策には、アメリカに対立する外国の政府を転覆しようとする秘密の活動も含まれる。1953年、CIAはイギリス政府とともに活動し、イランの油田を国有化し、アングロ・ペルシャン石油会社の権益を脅かしていたモハンマド・モサッデク首相が率いる反英的なイラン政府に対して軍事クーデターを起こすことを画策した｡

## 人権
当初、アメリカの外交政策において人権が含まれたことは物議を醸した。理由の一つとしては、人権はもともと行政である外交上の政策において取り扱われていたのではなく、1970年代に行われ始めたように、議会において取りあげられていたことがあげられる。ベトナム戦争後、アメリカの外交政策の雰囲気はニクソン政権下の共和党の外交政策を批判し、フレイザー委員会を率いていたドナルド・M・フレイザー上院議員によって強奪され、伝統的なアメリカ人の価値観から離れていったと感じられるようになっていた。1970年代初頭、議会はベトナム戦争を終結させることを決め、戦争権限法を通過させた。「外交政策の多面的な要素に対する議会の自己主張の一環」として、人権への関心は外交政策の形成過程において立法府と行政府の間で戦場となった。デイヴィッド・フォーサイスは、議会が初期にその考え方を外交政策に反映させようとしたものとして次の3つの特徴的な事例を指摘する。
1. 1977年の国際財政援助法の小節(a)において、国際財政機構を通じて支援を行うためには「その国の政府が一貫して人権の侵害に関与していないと国際的に認識されていない限り」支援を行わないことを確認した"[99]。
2. 1961年に制定され、1984年に修正された対外援助法の116節のある部分では、「一貫して人権の侵害に関与していると国際的に認識されている国家の政府に対してはいかなる支援も提供されない」ことが明記された[99]。
3. 1961年に制定され、1978年に修正された対外援助法の502B節では、「一貫して人権の侵害に関与していると国際的に認識されている国家の政府に対してはいかなる安全保障上の支援も提供されない」ことが明記された[99]｡

これらの方法は議会によって繰り返し利用され、アメリカの外交政策に対して人権への関心を与えることに成功した。顕著な例としてはエルサルバドル、ニカラグア、グアテマラと南アフリカ共和国がある。ニクソン政権からレーガン政権にかけて、冷戦において、アメリカの利害に関わる同盟国は地域的な安定を必要としていると議会は主張した。議会の要求とは反対に、アメリカは抑圧的な政権とは距離を置くことを好んだ。
アメリカの外交政策において人権問題への関心の集まりは多くの前進を遂げたが、現実的にはその二国間関係によって厳しく制限され、また政治的に適切であるかまたは実現可能な場合のみ有効だった。冷戦の終結によって、人権の保護は平和維持活動と平和創造活動への発展へと劇的な変化を遂げた。また、最近のリビアに対する介入ではいかに遠くまでアメリカがやってきたかを示したのに対し、シリアにおける情勢はいかに多くの地が未だに残されているかを示しているのかもしれない。

## 麻薬戦争
アメリカの外交政策はコカインやヘロイン、覚醒剤、大麻を含む違法な麻薬の輸入を規制しようとする政府の努力の影響を受けている。これはアメリカの麻薬戦争の焦点になっているラテンアメリカにおいて特にあてはまる。これらの努力は少なくとも、アメリカと中国がアヘンの貿易を禁止する協定を締結した1880年までさかのぼる。
1世紀以上を経て、外交関係授権法は大統領に主な麻薬輸送国または違法麻薬生産国を指定するよう要求している。2005年の時点では、バハマ、ボリビア、ブラジル、ビルマ、コロンビア、ドミニカ共和国、エクアドル、グアテマラ、ハイチ、インド、ジャマイカ、ラオス、メキシコ、ナイジェリア、パキスタン、パナマ、パラグアイ、ペルーとベネズエラが指定されていた。これらの国のうちの2つ、ミャンマーとベネズエラは、過去12か月において、アメリカがそれらの国々と国際的な麻薬撲滅のための合意の義務への参加に固執して、合意に至ることに失敗したと考えられている。2005年のリストでは、アフガニスタンと中国、ベトナムは指定されておらず、カナダもまたMDMAの生産に関わる犯罪組織が増えており、国境付近でカナダで生産された大麻の大規模な取引が行われている証拠があるにもかかわらず黙認されていた。アメリカはオランダがアメリカへ向けたMDMAの生産と流通に成功していると信じている。

## 批判
左翼の側からはアメリカが左翼政権を軽視していることやイスラエルを支持していることに対する批判がある。アメリカは人権を侵害し、国際法を踏みにじっていると批判する者もいる。アメリカの大統領は民主主義を海外への軍事介入の正当化に利用しているという批判もある。アメリカはイランやグアテマラ、他の国において民主的に選出された政権を転覆させたという批判もある。研究者はアメリカが民主主義の輸出のために歴史的にどれだけ成功を収めてきたかを解明しようとしてきた。アメリカの外国での民主主義を奨励しようとする試みに対して悲観的な研究者もいる。最近まで、学者はアメリカの民主主義を輸出しようとする試みを「とるに足らず、しばしば逆効果を招き、たまにしか成功しない」という国際関係論の教授であるエイブラハム・ロウエンサルの意見に同意してきた。他の研究者はアメリカの介入は様々な結果を残してきたことを見出した。ハーマンとケグレーは介入が民主主義を改善したことを見出した。

## 支援
冷戦期の共産主義に対抗する独裁政権への支援について、それらはより悪辣な共産主義または原理主義的な独裁と比較して、必要悪であるとみなされていた。デイヴィッド・シュミッツによればこの政策はアメリカの利害に貢献していないという。独裁者を甘やかす「現実主義」的な政策は、長い間海外の人々の間で反発を招いていたが、友好的な独裁政権は政治的中枢の改革と破壊（韓国を除く）に抵抗した。
多くの民主主義国は、NATO、ANZUS、日米安保条約、米韓相互防衛条約や非NATO同盟など、自発的にアメリカとの軍事的絆を築いた。アメリカとそれらの国との軍事的同盟によるアメリカの防衛への貢献は、アメリカの軍事費の削減を可能にした。これはそれらの国々よりもアメリカが平和的でないという間違った印象を与えているかもしれない。
民主的平和論にのっとった研究は、一般的に、アメリカを含む民主主義国同士の戦争は起こらないことを見出した。民主主義政権に対するクーデターへのアメリカの支援はいくつかあったが、例えば、スペンサー・R・ワートは、その説明の一部において、認識が正しいか否かに関わらず、これらの国々が共産主義独裁政権に転向していったと主張している。また、重要なことは、体制の変更におけるアメリカ政府機関の役割はほとんどなく、ときに指導者を選出する際に誤った方向へ導いたり、完全に履行できなかったりしたということである。
経験主義的な研究者は、アメリカを含め民主主義は、独裁政権と比較して市民を殺戮することがずっと少なかったことを見出した。メディアのアメリカの人権侵害に関する報道は偏向しているのかもしれない。研究者はニューヨーク・タイムズの世界における人権侵害の報道が、他の国での人権侵害に関する報道がほとんどないのに対して、アメリカが関与している国々での人権侵害の報道が圧倒的に多いことを明らかなことを見出した。例えば、最近起こった最も血なまぐさい戦争では、8つの国が関与し、数百万人の市民殺戮が行われた第二次コンゴ戦争はメディアにほとんど完全に無視された。
ニーアル・ファーガソンはアメリカの支持を受けている国が、アメリカの人権侵害を非難するのは誤りであると主張している。彼は冷戦期のグアテマラがアメリカが支持する最悪な政権であったことはだいたい認めていた。しかしながら、アメリカはグアテマラ内戦で20万人の死者を出したことの非難を受け入れられない。アメリカの情報活動監視委員会によれば、そのような違反行為により、アメリカは長い間軍事援助を削減し、1993年、アメリカはクーデター支援を停止し、安全保障上の支援を改善するための努力が行われたと書いている。
現在、アメリカは民主主義国家はアメリカの最大の国益であると述べている。国務省によれば、「民主主義は他のすべてを安全にするのに役立つ国益に適うものであり、民主主義的に統治された国家は平和を維持し、侵略を抑止し、市場を拡大し、経済発展を擁護し、アメリカ市民を保護し、国際的なテロリズムや犯罪と戦い、人権と労働者の権利を支持し、人道上の罪と難民の発生を回避し、地球環境を改善し、人間の健康を守るためによりふさわしい」という。アメリカのビル・クリントン元大統領によれば、「究極的に、我々の安全を守り、恒久的な平和を築くための最善の戦略はあらゆるところで民主主義の発展を支援することであり、民主主義国家はお互いを攻撃しない」という。国務省は民主主義はビジネスの視点から見てもよいと言及している。政治改革を歓迎する国家はビジネスの生産性を改善する経済改革を追求するためによりふさわしい。それゆえ、ロナルド・レーガン大統領の1980年代中盤以降、政治改革を受け入れない国と比較して、開発途上の民主主義国家への対外直接投資は増加傾向にある。2010年に起きた外交電文流出事件は「テロリズムの影はアメリカの世界との対外関係を未だに影響を与えている」と提言している。
アメリカはいくつかの手段を通じて、民主主義と人権を支持する政策を公式に維持している。これらの手段の例としては以下のものがあげられる。
- 国務省は2002年の法律（ジョージ・W・ブッシュ大統領によって署名された）に従って、「人権と民主主義への支持：アメリカの記録」と題する報告書を毎年出版しており、人権を擁護するため、アメリカ政府に国務省の報告書に基づく行動をとるよう要求している。[116]
- 「人権の保護を実施している国家の報告書」と題するものが毎年出版されている。[117]
- 2006年、ジョージ・W・ブッシュ大統領のもと、アメリカは「人権擁護者基金」と「自由賞」を創設した。[118]
- 「人権と民主主義業績達成賞」を授与された者は海外に渡った外交部門の省庁の職員で非凡な業績を成し遂げた者であると認識されている。[119]
- 「大使による円卓会議シリーズ」は2006年に創設され、新たにアメリカの大使に任命された人物が人権と民主主義について非公式な討論する非政府組織である。[120]
- 全米民主主義基金は1983年に議会によって創立され（またロナルド・レーガン大統領によってアメリカ政府が基金のほとんどを提供し、世界各地の民主主義を擁護する組織を強化する法律が署名され）た民間の非営利団体である。